# Fisher-Massiv
Das Fisher-Massiv ist ein 26 km langes, 8 km breites und 558 m hohes Massiv im ostantarktischen Mac-Robertson-Land. Es ragt an der Westflanke des Lambert-Gletschers und 70 km südlich der Aramis Range in den Prince Charles Mountains auf.
Eine vom neuseeländischen Geologen Bruce Harry Stinear (1913–2003) geleitete Mannschaft der Australian National Antarctic Research Expeditions entdeckte das Massiv im Oktober 1957. Das Antarctic Names Committee of Australia (ANCA) benannte es 1958 nach Morris Maxwell Fisher (1934–2016), Geodät auf der Mawson-Station im Jahr 1957.